# シークレット・オブ・エバーモア
『シークレット・オブ・エバーモア』（Secret of Evermore）は、1995年10月1日にスクウェアから発売されたスーパーファミコン用アクションロールプレイングゲーム。北米に続き日本での発売も予定されていたが、最終的には中止となった。

## 概要
北米では1995年10月1日にスクウェアソフト（スクウェアの北米子会社）から発売され、その後1996年2月22日にはオーストラリア、およびヨーロッパのPAL地域でも任天堂から発売された。SNES（スーパーファミコンの北米・ヨーロッパ版）用ゲームソフトであるが、スーパーファミコン版は発売されていない。
ジャンルとしてはアクションRPGであり、プレイヤーキャラは主人公の少年とその飼い犬である。飼い犬を追いかけて廃墟となったお屋敷に迷い込んだ主人公の少年が、そこにあった奇妙な機械の誤動作に巻き込まれて「Evermore」と呼ばれる異世界に飛ばされてしまう。主人公は元の世界に帰るため、飼い犬とともにEvermoreの世界を冒険することになる。
アメリカ風な雰囲気を強く持つゲームであるが、これは「そうするように日本のスクウェア本社からの指示があったためである」と、このゲームのリードプログラマーブライアン・フェドラウがゲームサイトのインタビューに答えて語っている。
発売当時の評価はおおむね良好で、複数のゲーム雑誌で80%前後のレビュースコアを獲得している。

## 登場人物
主人公
本作の主人公。金髪の少年。
相棒犬
主人公のペットである犬。
セシル
『FFIV』からのゲスト。
ティナ、ロック、モーグリ、ストラゴス、リルム、ウーマロ
『FFVI』からのゲスト。